# اللوية (المحمودية)
قرية اللويه  هي إحدى القرى التابعة لمركز المحمودية في محافظة البحيرة في جمهورية مصر العربية. حسب إحصاءات سنة 2006، بلغ إجمالي السكان في اللويه 3500 نسمة، منهم 1724 رجل و1776 امرأة.